# Кохання на Егейському морі
«Кохання на Егейському морі» (кит: 情定愛琴海 qíng dìng ài qín hǎi. англ. Love of the Aegean Sea також англ. Love at the Aegean Sea) — тайванський романтичний телесеріал, створений сценаристом Чен Цюн Хуа (кит: 陳瓊樺 Chén Qióng-huà), режисером Лу Цзян (кит: 陸江 Lù Jiāng) і продюсером Ліу Цзянь Лі (кит: 劉建立 Liú Jiàn-lì), в головній ролі Алек Су, Чае Рім і Пітер Хо.
Серіал містить 40 епізодів, події яких розгортаються в Греції. Прем'єра серіалу відбулася 1 квітня 2004 року. Остання серія вийшла на екрани 26 травня 2004 року.

## Сюжет
Драма починається з краєвидів Греції — місця призначення, куди прямують Гуан Сяотун (Чхае Рім) і її попутника, якого вона знайшла через Інтернет, Лі Яосян (Пітер Хо). Постійно сварячись із Лі під час подорожі, Гуань на зло збирає речі, щоб повернутися додому. Потім вона зустрічає Лу Енькі (Алек Су). Вони вирішують відправитися на грецький острів Санторіні і починають закохуватися один в одного. Однак їхня історія кохання розвивається не так, як вони очікували.